# Paul Badura-Skoda
Paul Badura-Skoda (Viena, 6 de octubre de 1927-Ibidem., 25 de septiembre de 2019) fue un pianista austriaco. 
Ganó el primer premio en la Competición de Música de Austria en 1947. En 1949, ejecutó obras con distinguidos directores tales como Wilhelm Furtwängler y Herbert von Karajan. Aunque se especializó en obras de Mozart, Beethoven y Schubert, tiene un extenso repertorio y realizó numerosas grabaciones incluyendo más de 200 LP. Junto a su primera esposa, Eva Badura-Skoda, publicó libros y ediciones musicales de gran calidad (Interpretación de Bach y Mozart al piano). Los Badura-Skoda editaron uno de los volúmenes de los conciertos de Mozart para piano para la Neue Mozart-Ausgabe (Serie V/Werkgruppe 15/Band 5, consistiendo en K. 453, 456 y 459)

## Biografía
Fue alumno del gran pianista suizo Edwin Fischer, que le orientó tanto en la interpretación de las obras como en la necesidad de profundizar su estudio. Paul Badura-Skoda se convirtió así en un exigente musicólogo y en un abanderado de la interpretación musical historicista (esto es, siguiendo los criterios de la época de la composición de cada obra).

## Repertorio
Especialista de la Escuela Vienesa, estudió e interpretó obras de Beethoven, Haydn, Mozart y Schubert, tanto con instrumentos de época como modernos (fue un enamorado de los pianos Bösendorfer) y siempre con criterios musicológicos.

## Colaboraciones con otros músicos
Reputado solista, tocó con grandes músicos, como el pianista Jörg Demus (otro virtuoso de la interpretación historicista), el violinista David Óistraj y los directores Herbert von Karajan, Wilhelm Furtwängler, Karl Böhm, Charles Mackerras y John Eliot Gardiner, entre otros.